# Le Rayon vert (film, 1986)
Pour les articles homonymes, voir Rayon vert (homonymie).
Série Comédies et Proverbes
Les Nuits de la pleine lune
(1984) L'Ami de mon amie
(1987)
Pour plus de détails, voir Fiche technique et Distribution.
Le Rayon vert est un film français réalisé par Éric Rohmer, sorti en 1986. Cinquième du cycle Comédies et Proverbes, il illustre les vers extraits du poème Chanson de la plus haute tour d'Arthur Rimbaud : « Ah ! que le temps vienne / Où les cœurs s'éprennent ».
Le film suit Delphine qui voit son projet de vacances en Grèce s'écrouler lorsque l'amie avec qui elle devait partir se décommande. Elle va chercher en vain une alternative qui la satisfasse. Elle suit un itinéraire initiatique où chacune de ses rencontres se présente comme une épreuve à surmonter. Malgré les conseils bien intentionnés des uns et des autres, elle entend rester fidèle à elle-même et à son idéal de l'amour. Elle pense que des relations éphémères ne feraient qu'accentuer son sentiment de solitude.
Ce film, tourné en 16 mm et couronné par le Lion d'or au Festival de Venise, reprend, d'un ton plus léger et dans un milieu plus modeste, le thème de Ma nuit chez Maud. C'est l'un des seuls films dans lesquels Rohmer utilise une musique qui n'est pas intégrée au scénario. Son scénario n'a pas été écrit, Rohmer demandant aux acteurs d'improviser sur un canevas lâche, et laissant ainsi le film se construire petit à petit. C'est pourquoi l'actrice Marie Rivière est aussi créditée en tant que scénariste.
Inspiré du roman éponyme de Jules Verne, le titre est aussi une allusion à un phénomène optique et atmosphérique : le tout dernier rayon du soleil, qui prend l'aspect d'un éclair vert, par temps clair au bord de l'océan. Pour l’observateur du phénomène, ainsi qu'un groupe de personnes qui en discutent dans une scène pédagogique du film, il serait ainsi possible de « lire dans ses propres sentiments, et dans les sentiments des autres ».

## Synopsis
Comme son prédécesseur Le Genou de Claire, dont l'action se déroule également pendant les vacances d'été, le film est divisé en épisodes précédés d'intertitres indiquant la date et le jour de la semaine, du lundi 2 juillet au samedi 4 août ; les épisodes quotidiens ne sont pas tous consécutifs.

### Du 2 au 7 juillet
Delphine, secrétaire dans un bureau parisien, voit son projet de vacances en Grèce s'envoler lorsque l'amie avec laquelle elle devait partir renonce. Une autre amie, Manuella, l'invite à la rejoindre avec son fiancé, puis lui offre l'hospitalité chez sa grand-mère en Espagne, mais Delphine décline les deux propositions.
Sa sœur lui propose de la suivre en Irlande où elle a prévu de passer des vacances avec son mari et son fils, mais Delphine n'accepte pas non plus, car elle préfère aller à la mer. Elle téléphone donc à un ancien petit ami pour lui demander d'emprunter sa maison de vacances à Antibes, mais lui qui passe habituellement ses vacances à la montagne utilise cette année l'appartement de la Côte d'Azur.
Bien qu'elle rêve du grand amour et regrette sa solitude, Delphine agit tout au long du film pour accentuer cette solitude jusqu'à la dépression. Elle lit sur un lampadaire une annonce de séances de développement personnel, s'y inscrit mais abandonne lorsqu'une des participantes lui fait remarquer ses contradictions ; Delphine l'accuse de ne la connaître que superficiellement. Elle fait alors une crise de larmes en présence d'une amie, Françoise, qui, émue, l'invite à passer des vacances avec elle dans une maison à Cherbourg.

### Du 18 au 23 juillet
Convaincu de sauver Delphine de la solitude, tout le monde la pousse à renoncer à ce qu'elle est : une romantique qui croit au grand amour. Sur les quais de Cherbourg, elle rencontre un jeune homme qui attend d'embarquer pour des vacances en Irlande. Il l'invite à dîner mais elle refuse car elle pense que ce serait inutile s'ils ne pouvaient se revoir. Lors du déjeuner avec les amis de Françoise, elle se sent critiquée par tous pour son choix végétarien. Les jours suivants, elle se tient à l'écart de la société. Le 22 juillet, Delphine décide de rentrer à Paris, en accompagnant Françoise.
Le lendemain, après avoir repoussé une tentative de drague maladroite dans un parc, elle téléphone à son ex pour lui demander d'emprunter sa maison à la montagne.

### Du 25 au 27 juillet
Delphine arrive en train en Savoie. En attendant le gardien de la maison empruntée, elle se promène au bord d'un glacier, puis décide brusquement de rentrer à Paris. Là, elle avoue à Françoise son profond malaise. Elle flâne parmi les badauds qui prennent le soleil sur la berge de la Seine. Elle rencontre un ami qui lui propose de lui prêter une maison à Biarritz, Delphine accepte.

### Du1erau 4 août
Delphine est seule sur la plage de Biarritz. Elle écoute la conversation de quelques vacanciers qui parlent d'un roman de Jules Verne, Le Rayon vert, sur un phénomène optique produit par le soleil couchant sur la mer. Au moment où la partie supérieure du disque solaire disparaît à l'horizon, la courbure de la terre produit momentanément un rayon vert ; pour les protagonistes du roman, si l'on est témoin de cet instant, on peut voir à l'intérieur de soi et lire dans le cœur de la personne que l'on aime.
Delphine rencontre sur la plage une jeune touriste suédoise, Lena, qui n'a aucun problème relationnel avec les garçons et l'encourage à bronzer seins nus. Quand Lena s'accroche à deux garçons, Delphine s'en va, agacée.
Le 4 août, Delphine fait ses valises et se rend à la gare pour prendre le train de retour à Paris. Un garçon assis à côté d'elle remarque qu'elle lit L'Idiot de Fiodor Dostoïevski et engage la conversation. Un déclic se produit alors chez Delphine. Le garçon part en vacances à Saint-Jean-de-Luz, une ville voisine très touristique, et elle lui demande de venir avec lui. Dans la ville côtière, alors qu'ils se confient l'un à l'autre, Delphine remarque l'enseigne d'un magasin, « Le Rayon Vert » et demande au garçon, Vincent, de l'accompagner pour regarder le coucher de soleil depuis un site d'observation.
Au moment où le soleil se couche enfin, Jacques et Delphine aperçoivent une lumière verte.

## Fiche technique
Sauf indication contraire, les informations mentionnées dans cette section peuvent être confirmées par la base de données cinématographiques Unifrance,  présente dans la section « Liens externes ».
- Titre original : Le Rayon vert
- Réalisation : Éric Rohmer
- Scénario : Éric Rohmer
- Dialogues : Éric Rohmer et Marie Rivière
- Musique : Jean-Louis Valero
- Photographie : Sophie Maintigneux
- Son : Claudine Nougaret
- Montage : Lisa Hérédia
- Production : Margaret Ménégoz
- Société de production : Les Films du Losange
- Société de distribution : Les Films du Losange
- Pays de production :  France
- Langue originale : français
- Format : couleur — 1,37:1 — 16 mm[3] - Son mono
- Genre : comédie dramatique
- Durée : 94 minutes
- Restauration : 2016 par la société Lumières numériques
- Dates de sortie : 
  - États-Unis : 29 août 1986
  - Italie : 31 août 1986	(Mostra de Venise)
  - France : 31 août 1986 (Canal+) ; 3 septembre 1986
- Classification : 
  - France : tous publics

## Distribution
- Marie Rivière : Delphine
- Vincent Gauthier : Vincent, l'ébéniste
- Rosette : Françoise, la copine de Cherbourg
- Béatrice Romand : Béatrice
- Carita : Léna, la Suédoise
- Amira Chemakhi
- Sylvie Richez
- Lisa Hérédia : Manuella
- Basile Gervaise
- Virginie Gervaise
- René Hernandez
- Dominique Rivière
- Claude Jullien
- Alaric Jullien
- Laetitia Rivière
- Isabelle Rivière
- Marcello Pezzutto
- Irène Skobline
- Eric Hamm : Édouard
- Gérard Quéré
- Julie Quéré
- Brigitte Poulain
- Gérard Leleu
- Liliane Leleu
- Vanessa Leleu
- Huger Foote
- Marc Vivas : Pierrot à Biarritz
- Michel Labourre
- Marie Poitou
- Maria Couto-Palos
- Isa Bonnet
- Yve Doyhamboure
- Dr. Friedrich Gunter Christlein : le scientifique qui explique les aspects physiques du rayon vert
- Paulette Christlein

## Production
Le titre original, Le Rayon vert, fait référence au roman éponyme de Jules Verne paru en 1882. Rohmer a modernisé les aventures d'une jeune héritière écossaise qui parcourt les pays méditerranéens à la recherche de son prince charmant, pour en faire une secrétaire parisienne en quête d'un partenaire pendant les vacances d'été, tout en conservant les pouvoirs mythiques que Verne attribuait déjà au phénomène naturel de la lueur verte des derniers rayons du soleil. Rohmer ne s'est pas contenté d'allusions intertextuelles implicites, mais a fait du roman de Verne l'objet explicite d'une discussion entre les personnages de son film. Une autre influence a été une petite annonce que Rohmer avait trouvée pendant ses propres vacances sur la côte basque, dans laquelle une jeune femme demandait désespérément : « Je suis belle. Je suis de Biarritz. Je devrais plaire, et les hommes ne font pas attention à moi. Pourquoi ? »
Le Rayon vert est le cinquième film du cycle Comédies et proverbes, le deuxième cycle du cinéaste, qu'il a débuté en 1981 avec La Femme de l'aviateur et s'est achevé en 1987 avec L'Ami de mon amie. Rohmer a lui-même commenté que le film « surprend » dans le cycle et qu'il ne s'est décidé qu'après coup à l'intégrer, ce qu'il a lui-même trouvé « un peu artificiel ». Après le grand succès des Nuits de la pleine lune en 1984, Rohmer opère une rupture radicale. Il se sépare de certains membres de longue date de son équipe de tournage et les remplace pour la plupart par des jeunes femmes, comme la chef opératrice Sophie Maintigneux, 23 ans, ou l'ingénieure du son Claudine Nougaret, 26 ans, fraîche émoulue de l'école Louis-Lumière. Il recrute d'autres membres de l'équipe dans le cercle d'amis de l'actrice principale Marie Rivière, avec laquelle il avait déjà tourné La Femme de l'aviateur, afin de créer une ambiance aussi intime que possible sur le plateau de tournage. Le film est donc tourné dans des conditions très proches de l'amateurisme avec un budget de 600 000 francs et une équipe technique extrêmement légère
Alors que Rohmer a l'habitude d'écrire avec précision ses dialogues, il choisit cette fois de laisser place à l'improvisation des acteurs. C'est le seul film de Rohmer qui soit entièrement improvisé. Il a toujours été attiré par les expérimentations des cinéastes Jean Rouch, Jacques Rivette ou Paul Vecchiali. De plus, il voulait se défendre contre le reproche fait à ses films d'être trop littéraires et aux dialogues d'être trop artificiels. Il a commenté : « On me reproche de faire des phrases trop longues. Mais dans la vie, les gens parlent longtemps sans s'arrêter ! Et je vais en faire la démonstration. Personne ne verra la différence entre un texte écrit par moi, et un texte improvisé ». Le film se compose ainsi de nombreuses scènes dans lesquelles les acteurs improvisent tout comme les techniciens du film, par exemple en utilisant un objectif zoom pour capturer des moments privés des acteurs. Dans l'ensemble, Rohmer laissait une grande liberté aux participants — Marie Rivière, par exemple, avait l'impression de déterminer elle-même l'action — et captait ainsi une atmosphère de « vraie vie », tout en orientant secrètement le film dans la direction artistique qu'il avait en tête.
Pour renforcer l'improvisation, Rohmer tourne en 16 mm. Cependant, à la fin du tournage, il a longtemps hésité sur ce qu'il devait faire du résultat et s'il ne devait être considéré que comme un travail préparatoire à un film professionnel en 35 mm. Le film est resté inédit pendant deux ans, jusqu'à ce que Margaret Ménégoz propose une collaboration avec Canal+, une chaîne privée à péage fondée deux ans plus tôt qui comptait à l'époque quelque 400 000 abonnés. C'est ainsi que Le Rayon vert a été diffusé pour la première fois à la télévision en 1986, mais en même temps, les recettes supplémentaires ont permis le tournage ultérieur du phénomène naturel final ainsi que l'élargissement du format du film à des copies de projection 35 mm pour l'exploitation en salle. Une semaine seulement après la diffusion télévisée, le film a remporté le Lion d'or à la Mostra de Venise 1986 face à une concurrence nettement plus importante[Information douteuse], ce qui a permis au film de connaître un grand succès au box-office et d'attirer plus de 400 000 spectateurs rien qu'en France.
Un problème particulier s'est posé lors de la représentation finale du rayon vert d'un coucher de soleil, qui donne son titre au film. La météo n'avait pas permis d'observer ce phénomène naturel à temps pour le tournage principal. C'est ainsi que Rohmer, qui rejetait avec véhémence toute forme de trucage cinématographique, envoya ultérieurement une équipe de tournage chapeautée par Philippe Demard aux îles Canaries afin de capturer le phénomène atmosphérique pour la fin du film. Finalement, Rohmer a même donné son accord pour retravailler l'image en renforçant artificiellement le vert et en ralentissant la séquence pour les besoins du film. Il savait qu'il devait créer un contrepoint magique à la fin de son film et — malgré son refus habituel de la musique de film — il a accompagné la scène d'une composition de Jean-Louis Valero en forme de fugue. Malgré cela, de nombreux spectateurs de la diffusion télévisée se sont plaints de ne pas avoir vu la lueur verte et la rumeur a couru que Rohmer avait délibérément rendu le spectacle de la nature à peine perceptible afin que les spectateurs ne puissent s'assurer du phénomène de couleur qu'en allant voir le film sur grand écran en plus.

### Lieux de tournage
- Paris
- Cherbourg et La Hague Manche
- La Plagne, Savoie
- Biarritz et Saint-Jean-de-Luz, Pyrénées-Atlantiques

## Exploitation
Rohmer innove aussi dans sa stratégie de distribution en diffusant Le Rayon vert sur Canal+ trois jours avant sa sortie en salles,. Le film obtient le Lion d'or à Venise et fait 460 000 entrées en salles,.

### Accueil critique
Jacques Siclier écrit dans Télérama : « C'est "comme dans la vie" et, pourtant, ce n'est pas du documentaire ou du "cinéma-vérité". La mise en scène capte avec une belle souplesse les comportements, les mouvements du cœur, l'atmosphère de solitude dans laquelle Delphine semble se complaire. C'est, en fait, du grand art pour transcender le naturel. Marie Rivière est un personnage assez nouveau chez Rohmer, et, en tout cas, extraordinairement attachant ». Dans son « Dictionnaire du cinéma » paru en 1992 aux Éditions Robert Laffont, Jacques Lourcelles rédige au contraire une critique négative sur le film et adopte un ton provocateur au sujet du talent d'Éric Rohmer : « Le seul intérêt d'un film comme Le Rayon vert est qu'il permet de mesurer jusqu'où le cinéma peut tomber dans les domaines de l'improvisation creuse, de l'auto-complaisance et de l'inexpressivité. Il y a notamment dans ce film de longues fins de plans si vides, si embarrassantes pour le spectateur, qu'un cinéaste digne de ce nom, s'il les avait laissées par malchance s'enregistrer, ne les aurait jamais fait tirer ni a fortiori incluses dans un premier montage. Rohmer, lui, les présente au public avec une sorte d'impavidité ou d'inconscience qu'il faut renoncer à qualifier ». De même, le réalisateur Alain Robbe-Grillet a déclaré que le film ne lui avait pas beaucoup plu.
En Italie, Paolo Marocco note qu' « au plus fort de son fonctionnement, la machine rohmérienne était capable de produire des œuvres comme Le Rayon vert, tourné en 16 mm et coûtant moins de 200 millions de lires, pour un chiffre d'affaires cinéma de 15 milliards ».
D'après Giancarlo Zappoli dans son livre biographique sur Rohmer : « En revenant une fois de plus au rituel des vacances d'été, Rohmer fustige la principale mode sociale de la fin du millénaire provoqué par la massification du rituel aliénant des grandes vacances ; le réalisateur fait rebondir son protagoniste comme une balle dans un mouvement alternativement centrifuge et centripète par rapport à Paris [...] De tous les six films du cycle, c'est celui dans lequel le drame psychologique et existentiel de la protagoniste va le plus loin ». Selon Il Morandini, le film, tourné en 16 mm, présente une large « marge d'improvisation dans les dialogues pour les acteurs (surtout pour Rivière, actrice ou figure rohmérienne à 18 carats) ». Pour le critique, il s'agit d'un « film clair et délicieux ».
En Allemagne de l'Ouest, le Lexikon des internationalen Films y a vu « le portrait d'une femme sensible, intérieurement solitaire, dont les difficultés à "s'adapter" sont observées par une caméra froide, presque documentaire ». Dans son film, Rohmer « s'appuie davantage sur la force de conviction de l'improvisation que sur un concept cinématographique rigoureux et enchante par son charme pétillant et l'apesanteur de sa mise en scène ». En Angleterre, dans le sondage 2012 du magazine Sight and Sound, Le Rayon vert a figuré dans le top 10 de six critiques et de trois réalisateurs, à savoir Mia Hansen-Løve, Joanna Hogg et Hong Sang-soo.

### Distinctions
- Mostra de Venise 1986 :
  - Lion d'or
  - Meilleure actrice (prix Pasinetti) : Marie Rivière